# QWERTY-Tastaturbelegung
QWERTY-Tastaturbelegung ist eine Sammelbezeichnung für Tastaturbelegungen, auf denen die ersten sechs Tasten in der oberen Buchstabenreihe mit den lateinischen Buchstaben Q, W, E, R, T und Y belegt sind.
Zu Details siehe Hauptartikel Tastaturbelegung, insbesondere folgende Abschnitte:
- „QWERTY, QWERTZ, AZERTY“
- „Dänemark“
- „USA“
- „Vereinigtes Königreich (Großbritannien)“

und folgender Einzelartikel:
- Tastaturbelegung US-International